# Skanstull (Stockholms tunnelbana)
Skanstull ist eine unterirdische Station der Stockholmer U-Bahn, welche in der Nähe der Einkaufsstraße Götgatan liegt. Sie befindet sich im Stadtteil Södermalm. Die Station wird von der Gröna linjen des Stockholmer U-Bahn-Systems bedient. Die zentrale Lage in der Innenstadt macht die Station zu einer der vielfrequentierten Stationen des U-Bahn-Netzes. An einem normalen Winterwerktag steigen hier 29.950 Pendler zu.
Die Station wurde am 1. Oktober 1933 unter dem Namen Ringvägen in Betrieb genommen, als die Straßenbahnlinie von hier bis nach Slussen in den neuerbauten Tunnel verlegt wurde. Ihren heutigen Namen erhielt die Station 1950. Der U-Bahnbetrieb begann am 1. Oktober 1950, als der erste Stockholmer U-Bahn-Abschnitt zwischen Slussen und Hökarängen eingeweiht wurde. Die Bahnsteige befinden sich ca. 5 Meter unter der Erde. Die Station liegt zwischen den Stationen Gullmarsplan und Medborgarplatsen. Bis zum Stockholmer Hauptbahnhof sind es etwa drei Kilometer.

## Reisezeit
| Linie | bis Station     | Reisezeit | bis Station                    | Reisezeit         |
| T17   | Åkeshov         | 28 min    | Gamla stan Slussen T-Centralen | 3 min 4 min 8 min |
| T17   | Skarpnäck       | 14 min    | Gamla stan Slussen T-Centralen | 3 min 4 min 8 min |
| T18   | Alvik           | 21 min    | Gamla stan Slussen T-Centralen | 3 min 4 min 8 min |
| T18   | Farsta strand   | 19 min    | Gamla stan Slussen T-Centralen | 3 min 4 min 8 min |
| T19   | Hässelby strand | 40 min    | Gamla stan Slussen T-Centralen | 3 min 4 min 8 min |
| T19   | Hagsätra        | 18 min    | Gamla stan Slussen T-Centralen | 3 min 4 min 8 min |